# Anstenoptilia marmarodactyla
Anstenoptilia marmarodactyla är en fjärilsart som beskrevs av Dyar 1903. Anstenoptilia marmarodactyla ingår i släktet Anstenoptilia och familjen fjädermott. Inga underarter finns listade i Catalogue of Life.